# Lois de Grassmann
Pour l’article homonyme, voir loi de Grassmann en phonétique.
Les lois de Grassmann sont des lois régissant la superposition des couleurs en colorimétrie. Elles sont à la base de tout calcul colorimétrique. Les études menées par Hermann Grassmann au XIXe siècle sur la perception humaine des couleurs l'ont mené à énoncer 3 lois dans son article de 1853 « De la théorie du mélange des couleurs ».
Ces lois expriment le principe de la trichromie : une sensation colorée peut être indiscernable d'un mélange additif de trois couleurs primaires convenablement choisies.
Elles sont mentionnées avec des énoncés variables qui ont probablement peu de rapports avec les énoncés originaux. En termes modernes, elles se réduisent à trois propositions :
1. Pour caractériser une égalisation de couleur, trois variables indépendantes sont nécessaires et suffisantes ;
2. Dans un mélange additif de stimulus de couleur, seules importent les composantes trichromatiques, non les compositions spectrales ;
3. Dans un mélange additif de stimulus de couleur, si une ou plusieurs des composantes de ce mélange sont graduellement modifiées, les composantes trichromatiques résultantes sont aussi graduellement modifiées.

On trouve fréquemment ces règles remplacées par des formules mathématiques, impliquant la linéarité des relations de mélange, que Grassmann n'a pas postulée. Elles découlent de l'application de la loi d'Abney aux propositions de Grassmann. Cet ensemble fonde tous les systèmes colorimétriques linéaires.

## Formulation mathématique

### Première loi: trichromie ou trivariance visuelle
Toute sensation colorée peut être reproduite par un mélange additif de trois couleurs primaires convenablement choisies.
{\displaystyle \left[C\right]\equiv R\ \left[R\right]+V\ \left[V\right]+B\ \left[B\right]}, ici aussi noté par souci de simplification {\displaystyle \left[C\right]\equiv {\begin{pmatrix}R\\V\\B\end{pmatrix}}} .
L'égalisation de la sensation, symbolisée par le signe {\displaystyle \equiv }, est fondée sur le principe du métamérisme, selon lequel deux couleurs perçues de façon identique n'ont pas nécessairement la même composition spectrale. Il en découle que si {\displaystyle \left[C_{1}\right]\equiv \left[C_{2}\right]} et {\displaystyle \left[C_{2}\right]\equiv \left[C_{3}\right]}, alors {\displaystyle \left[C_{2}\right]\equiv \left[C_{1}\right]} (symétrie) et {\displaystyle \left[C_{1}\right]\equiv \left[C_{3}\right]} (transitivité).
{\displaystyle \left[R\right]}, {\displaystyle \left[V\right]} et {\displaystyle \left[B\right]} représentent les stimulus de couleur des primaires utilisées. {\displaystyle R}, {\displaystyle V} et {\displaystyle B} représentent les coefficients selon lesquels il faut modifier les primaires et sont appelées composantes. Selon le système adopté, elles peuvent prendre des valeurs négatives dans le cas de couleur très saturées. Par exemple, pour un cyan, il faut lui ajouter du rouge pour le délaver : {\displaystyle \left[C\right]+4\ \left[R\right]\equiv 12\ \left[V\right]+15\ \left[B\right]\Leftrightarrow \left[C\right]\equiv 12\ \left[V\right]+15\ \left[B\right]-4\ \left[R\right]}.

### Deuxième loi: additivité
La sensation colorée provoquée par un mélange additif de deux ou plusieurs lumières colorées est égalisée par la somme des intensités des primaires correspondant à chacune des lumières. Soient 2 couleurs égalisées par :
{\displaystyle \left[C_{1}\right]\equiv {\begin{pmatrix}R_{1}\\V_{1}\\B_{1}\end{pmatrix}}} et {\displaystyle \left[C_{2}\right]\equiv {\begin{pmatrix}R_{2}\\V_{2}\\B_{2}\end{pmatrix}}} ;
alors la couleur C obtenu par synthèse additive est définie par :
{\displaystyle \left[C\right]\equiv \left[C_{1}\right]+\left[C_{2}\right]\equiv {\begin{pmatrix}R_{1}+R_{2}\\V_{1}+V_{2}\\B_{1}+B_{2}\end{pmatrix}}} .
Il en découle que si {\displaystyle \left[C_{1}\right]\equiv \left[C_{2}\right]} et {\displaystyle \left[C_{3}\right]\equiv \left[C_{4}\right]}, alors {\displaystyle \left[C_{1}\right]+\left[C_{5}\right]\equiv \left[C_{2}\right]+\left[C_{5}\right]} et {\displaystyle \left[C_{1}\right]+\left[C_{3}\right]\equiv \left[C_{2}\right]+\left[C_{4}\right]}.

### Troisième loi: continuité ou dilatation
Si une lumière colorée baisse ou augmente en intensité, il faut, pour l'égaliser, modifier les trois primaires dans les mêmes proportions.
{\displaystyle \left[C'\right]\equiv k\ \left[C\right]\equiv {\begin{pmatrix}k\ R\\k\ V\\k\ B\end{pmatrix}}} .